# Modoc County
Modoc County er et amt beliggende i det nord-østligste hjørne af den amerikanske delstat Californien, på grænsen til nabostaterne Oregon i nord, og Nevada i øst. Hovedbyen i amtet er Alturas. I år 2010 havde amtet 9.686 indbyggere.

## Geografi
Ifølge United States Census Bureau er Modocs totale areal på 10.886,7 km², hvoraf de 671,5 km² er vand. 

### Grænsende amter
- Lassen County - syd
- Shasta County - sydvest
- Siskiyou County - vest
- Klamath County, Oregon - nord
- Lake County - nord
- Washoe County, Nevada - øst

### Byer i Modoc
| - Adin - Alturas - California Pines - Canby - Cedarville - Daphnedale Park - Davis Creek - Eagleville | - Fort Bidwell - Lake City - Likely - Lookout - Newell - New Pine Creek - Stronghold - Tionesta |